# Erateina anormata
Erateina anormata är en fjärilsart som beskrevs av Max Joseph Bastelberger 1908. Erateina anormata ingår i släktet Erateina och familjen mätare. Inga underarter finns listade i Catalogue of Life.